# Осмаче
Осмаче су насељено мјесто у општини Сребреница, Република Српска, БиХ. Према попису становништва из 2013. у насељу је живјело 254 становника.

## Становништво
| Демографија | Демографија | Демографија |
| Година      | Становника  | Становника  |
| ----------- | ----------- | ----------- |
| 1948.       | 532         |             |
| 1953.       | 575         |             |
| 1961.       | 619         |             |
| 1971.       | 791         |             |
| 1981.       | 837         |             |
| 1991.       | 948         |             |
| 2013.       | 264         |             |